# Бенье, Эрнест
Эрнест Анри Бенье́ (фр. Ernest Henri Besnier; 21 апреля 1831 — 15 мая 1909) — французский дерматолог и главный врач больницы Сен-Луи в Париже.

## Биография
Родился в Онфлёре, департамент Кальвадос, в семье таможенника. Окончил среднюю школу в Марселе, затем изучал медицину в Париже. С 1855 года работал врачом-интерном в различных больницах Парижа, в 1857 году получил докторскую степень по медицине. В 1873 году сменил Пьера Базена на должности дерматолога в больнице Сен-Луи, начав научное изучение заболеваний кожи. Во время работы в больнице внедрял гистопатологию и паразитологию в повседневную медицинскую работу и первым ввёл термин «биопсия» для взятия образцов ткани. Он также был первым, кто описал хронические изменения кожи при саркоидозе.
Бенье основал медицинский журнал Annales de dermatologie et de syphiligraphie вместе с Пьером Дуайоном. Он пытался примирить французскую и венскую дерматологические школы и в 1881 году вместе с Дуайоном осуществил перевод книги Морица Капоши о кожных болезнях.
За свою диссертацию в 1859 году получил премию Антуана. Был офицером Ордена Почётного легиона и членом Медицинской академии с 1881 года, также являлся вице-президентом Медицинского общества наблюдений, секретарём Медицинского общества и членом Анатомического общества. Именем Бенье назван один из типов атопического дерматита, который он описал.